# Monster Hunter Stories
Monster Hunter Stories (モンスターハンター ストーリーズ?, Monsutā Hantā Sutōrīzu) è un videogioco di ruolo, spin-off della serie videoludica Monster Hunter, pubblicato in Giappone l’8 ottobre 2016 e l’8 settembre 2017 nel resto del mondo. Nel gioco oltre ai classici cacciatori, esistono delle persone capaci di creare un legame di amicizia con i mostri, tale persone sono nominate “Rider” e tali mostri addestrati vengono rinominati “Monstie”.

## Trama
Il gioco inizia con il protagonista ed i suoi amici, Cheval e Lilia, che cercano un uovo di mostro. Dopo averne trovato uno in un nido, esso si schiude facendo uscire un piccolo Rathalos che si affeziona subito al protagonista e viene soprannominato "Ratha". Tuttavia, dopo essere ritornati al villaggio di Hakum, quest'ultimo viene attaccato da un Nargacuga fuori controllo infettato da una malattia nota come Flagello Nero. Ratha cerca di difendere il villaggio, ma viene apparentemente ucciso dal mostro. Anche la madre di Cheval, Vlau, muore nell'attacco, il che fa cadere il ragazzo nella disperazione.
Un anno dopo, il villaggio si è ripreso ma la minaccia del Flagello Nero rimane. Il protagonista decide quindi di intraprendere il Rituale del Legame e gli viene donata dal capovillaggio una Pietra Legame, cristallo con il potere di ammansire istantaneamente i mostri selvatici. Guadagna quindi il titolo di Rider, unico al villaggio, ed incontra uno strano Felyne di nome Navirou che si offre di accompagnarlo. Dopo essere usciti dal villaggio per ammansire dei mostri, si imbattono nel Flagello Nero, che riescono a purificare grazie alla Pietra Legame.
Lilia decide di unirsi agli Scribi Reali, gruppo che studia il Flagello Nero, mentre Cheval ammansisce una Rathian e decide di uccidere quanti più mostri infetti possibile per vendicarsi. Con il passare del tempo, man mano che il protagonista purifica il Flagello Nero, si imbatte nel Dottor Manelgar, malvagio scienziato pazzo che ha intenzione di creare delle Pietre Legame modificate per soggiogare i mostri al suo volere. Il protagonista si riunisce poi con Ratha, sopravvissuto all'attacco, e raggiunge il laboratorio di Manelgar, salvando numerosi Felyne schiavizzati ed i Numeri, cavie Felyne delle quali Navirou era membro.
Per fermare il Flagello Nero, il protagonista decide di cercare l'uovo del leggendario drago bianco, Versa Nova, un tempo ammansito dal primissimo Rider, di nome Redan. Insieme trovano l'uovo, ma esso viene rubato da Manelgar, il quale lo dà a Cheval, con il mano la Pietra Legame modificata, mentre la creatura appena uscita dall'uovo cresce a dismisura. Tuttavia, quando Cheval ne perde il controllo, essa viene infettata dal Flagello Nero, trasformandosi nel Makili Nova. Mentre Cheval si rende conto di avere fatto una sciocchezza, il giocatore si lancia all'inseguimento del Makili Nova per evitare che possa infettare il mondo intero.
Tuttavia, anche Ratha si rivela essere infettato (a causa del colpo subito dal Nargacuga all'inizio del gioco) e perde il controllo, venendo sconfitto dal protagonista. Non appena il Rathalos torna in sé, i due affrontano il Makili Nova.
Dopo una lunga battaglia, Ratha finisce il Makili Nova, venendo contemporaneamente avvolto da una luminosa luce bianca, rivelandosi così essere il leggendario Drago Bianco.

## Modalità di gioco
Il gioco è un RPG a turni, il rider ed i mostri accumuleranno esperienza con i combattimenti salendo di livello, aumentando le loro statistiche e imparando nuove mosse col tempo.
Si potranno portare al massimo sei mostri alla volta; per raggiungere certe zone o compiere certe azioni nel mondo di gioco sono necessari determinati mostri, ad esempio per scalare una parete di liane c’è bisogno di Nerscylla o Congalala, per nuotare c’è bisogno di Ludroth reale o di Lagiacrus ecc.
Per ottenere nuovi mostri si dovranno affrontare piccoli dungeon, alla fine dei quali si potrà rubare un uovo di mostro da un nido per poi farlo schiudere al villaggio e ottenere di conseguenza il mostro; inoltre al villaggio si potranno forgiare armi, armature e sviluppare nuove abilità dei mostri.
Nel combattimento si avranno a disposizione tre vite che andranno perse se la barra della vita del rider o del mostro scende a zero, perse tutte e tre le vite si avrà il game over; tuttavia si potrà cambiare il mostro compagno ogni volta che si vuole e lo stesso vale per l’utilizzo degli oggetti; si avranno quattro tipi di attacchi: tecnica, forza, velocità e speciali; le prime tre hanno una funzione di tipo carta-sasso-forbici; le mosse speciali invece richiederanno dei punti legame per funzionare, tali punti si otterrano attaccando con i tre attacchi precedentemente detti. Raggiunto un certo livello di punti legame si potrà salire in groppa al monstie ed effettuare un attacco finale; in base ai punti posseduti, esistono tre livelli di potenza per questa mossa finale.

## Mostri
Nel gioco sono presenti mostri di precedenti capitoli principali: i mostri piccoli ed alcuni grandi come Agnaktor o Daimyo Hermitaur non possono essere ottenuti come compagni; il gioco fa anche distinzione tra leggere variazioni di mostri (ad esempio tra i diversi colori dei Konchu o dei Felyne che indossano delle botti). Inoltre il gioco ne approfitta per rinominare alcuni mostri (ad esempio l'Insetto Tuono Grande è stato rinominato Grande Insetto Tuono).

## Sviluppo
Il gioco è stato in produzione per diversi anni, lo scopo era di offrire una nuova esperienza ai giocatori e diversa dalla serie principale. Il 26 luglio 2017 fu rilasciato un aggiornamento che aggiungeva nuovi mostri cavalcabili e personalizzazioni..

## Accoglienza
Il gioco ha riscosso successo tra i fan e diversi critici, finendo inoltre primo tra le vendite in Giappone per vario tempo. Inoltre è stato creato un anime basato sul gioco, Monster Hunter Stories: Ride On e pure un videogioco a riguardo di quest'ultimo,Otomon Drop: Monster Hunter Stories, per dispositivi iOS e Android.
IGN ha recensito il gioco con 8.9, Multiplayer.it con 9.0, Everyeye.it con 8.8.